# Ipperwash Provincial Park
Ipperwash Provincial Park är en park i Kanada.   Den ligger i provinsen Ontario, i den sydöstra delen av landet, 600 km väster om huvudstaden Ottawa. Ipperwash Provincial Park ligger 186 meter över havet.
Terrängen runt Ipperwash Provincial Park är platt.Närmaste större samhälle är Lambton Shores, 5,8 km söder om Ipperwash Provincial Park.
Trakten runt Ipperwash Provincial Park består till största delen av jordbruksmark. Runt Ipperwash Provincial Park är det glesbefolkat, med 17 invånare per kvadratkilometer.